# Mylène Nagel

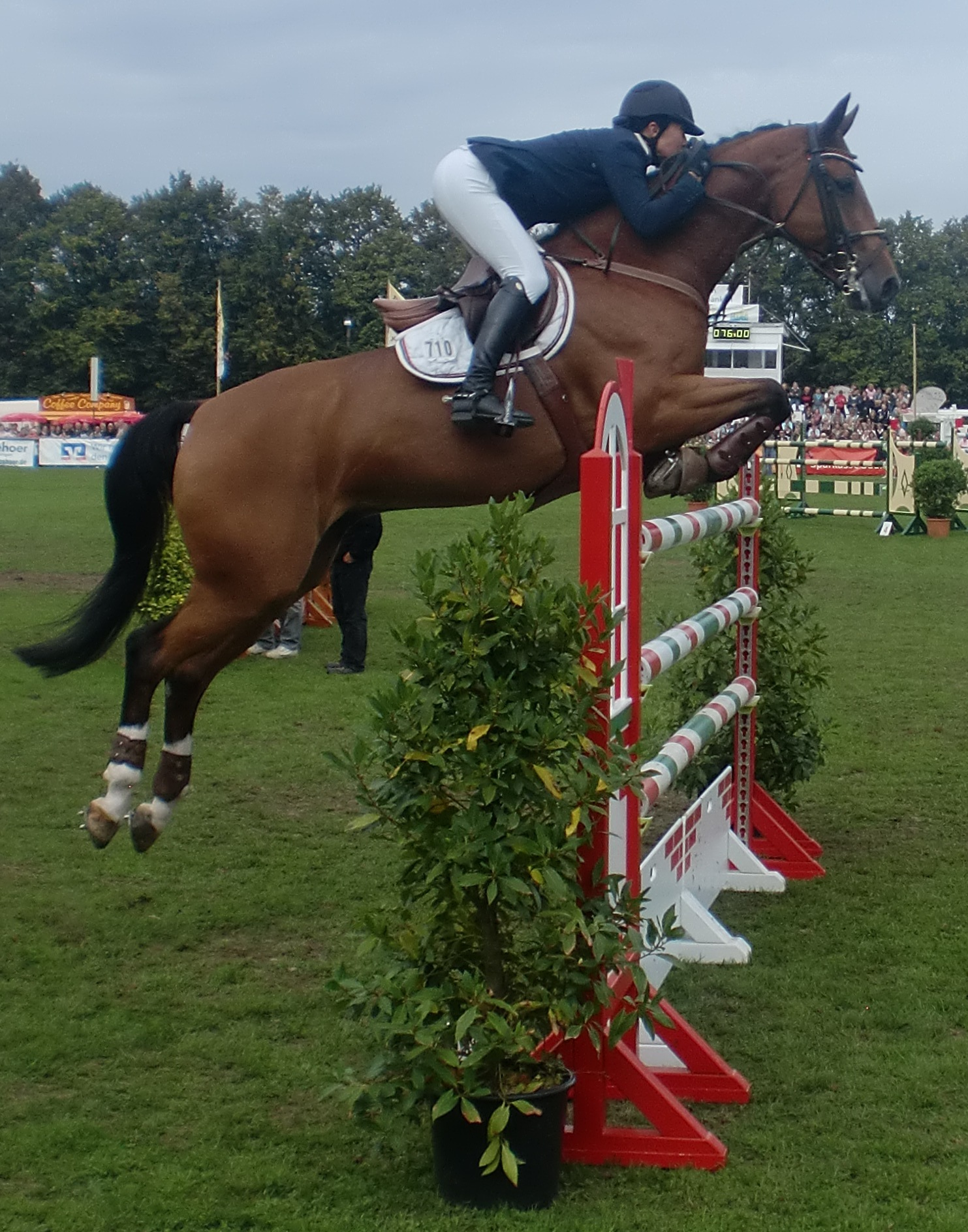
Mylène Diederichsmeier mit Lafarello, Großer Preis von Schleswig-Holstein (Landesturnier Schleswig-Holstein / Hamburg 2010)

Mylène Nagel (* 3. September 1977 in Berlin) ist eine deutsche Springreiterin. Ihre größten Erfolge feierte sie unter ihrem Geburtsnamen Mylène Diederichsmeier.

## Privates
Im Juni 2021 heiratete sie den Springreiter Carsten-Otto Nagel, mit dem sie zuvor bereits 14 Jahre liiert war und nahm den Nachnamen Nagel an. Im Oktober 2015 wurde ihr gemeinsamer Sohn geboren.

## Werdegang
Mylène Nagel und ihre sechs Jahre jüngere Schwester Mynou wuchsen in Berlin auf, wo ihr Vater mit ihrer koreanischen Mutter an der Deutschlandhalle Geschäftsführer eines Reitstalls war. Nach der Wiedervereinigung übersiedelte die Familie nach Dallgow-Döberitz in Brandenburg. Die Schwestern besuchten bis zur Oberschule freitags die koreanische Schule in Berlin.
Mylène bestritt ihr erstes Turnier im Alter von zwölf Jahren. Im Jahr 1996 erlangte sie das Goldene Reitabzeichen, für das man zehn Siege in Springprüfungen der Klasse S erreicht haben muss. 1997 bestand sie ihr Abitur. Nach dem Abitur ging sie zunächst zu Kurt Gravemeier auf die Anlage von Hendrik Snoek in der Nähe von Münster. Gemeinsam beschlossen die beiden Schwestern, ins Profilager zu wechseln.
2001 zog Mylène Diederichsmeier zu ihren Sponsoren, dem Ehepaar Christa und Lutz Goessing, nach Steinhagen. Im selben Jahr wurde sie ins Audi-Quattro-Team aufgenommen. Zwei Jahre später wurde sie nach ihrer Ausbildung zur Pferdewirtin (Schwerpunkt „Klassische Reitausbildung“) mit der Stensbeck-Plakette in Bronze ausgezeichnet. 2005 wechselte sie ins Sprehe Feinkost Team, mit welchem sie im selben Jahr die Riders Tour Team Trophy gewann. Ihr Trainer war der Bundestrainer der Springreiter Otto Becker.
Lutz und Christa Goessing entschlossen sich, ihren Turnierstall ab 2011 zu verpachten. Die Pferde der Familie Goessing wurden in der Folge von Tim Rieskamp-Goedeking geritten. Im September 2010 zog Diederichsmeier in der Nähe von Hamburg, wo sie im Stall Carstens in Oststeinbek tätig war. Zeitgleich wechselte sie den Reitverein (nun für den Reiterverein Havighorst e.V.) und nahm Mitte September 2010 erstmals an den Schleswig-Holsteinischen Landesmeisterschaften teil. Ab März 2016 hatte Mylène Diederichsmeier ihre Pferde im Ausbildungsstall ihrer Schwester Mynou in Bartelsdorf (Gemeinde Scheeßel) stehen. Seit dem Herbst 2021 ist das Ehepaar Nagel auf der neu erworbenen Reitanlage der Familie Diederichsmeier in Lilienthal, knapp außerhalb der Stadtgrenze von Bremen, ansässig.

## Erfolge (Auswahl)
1997

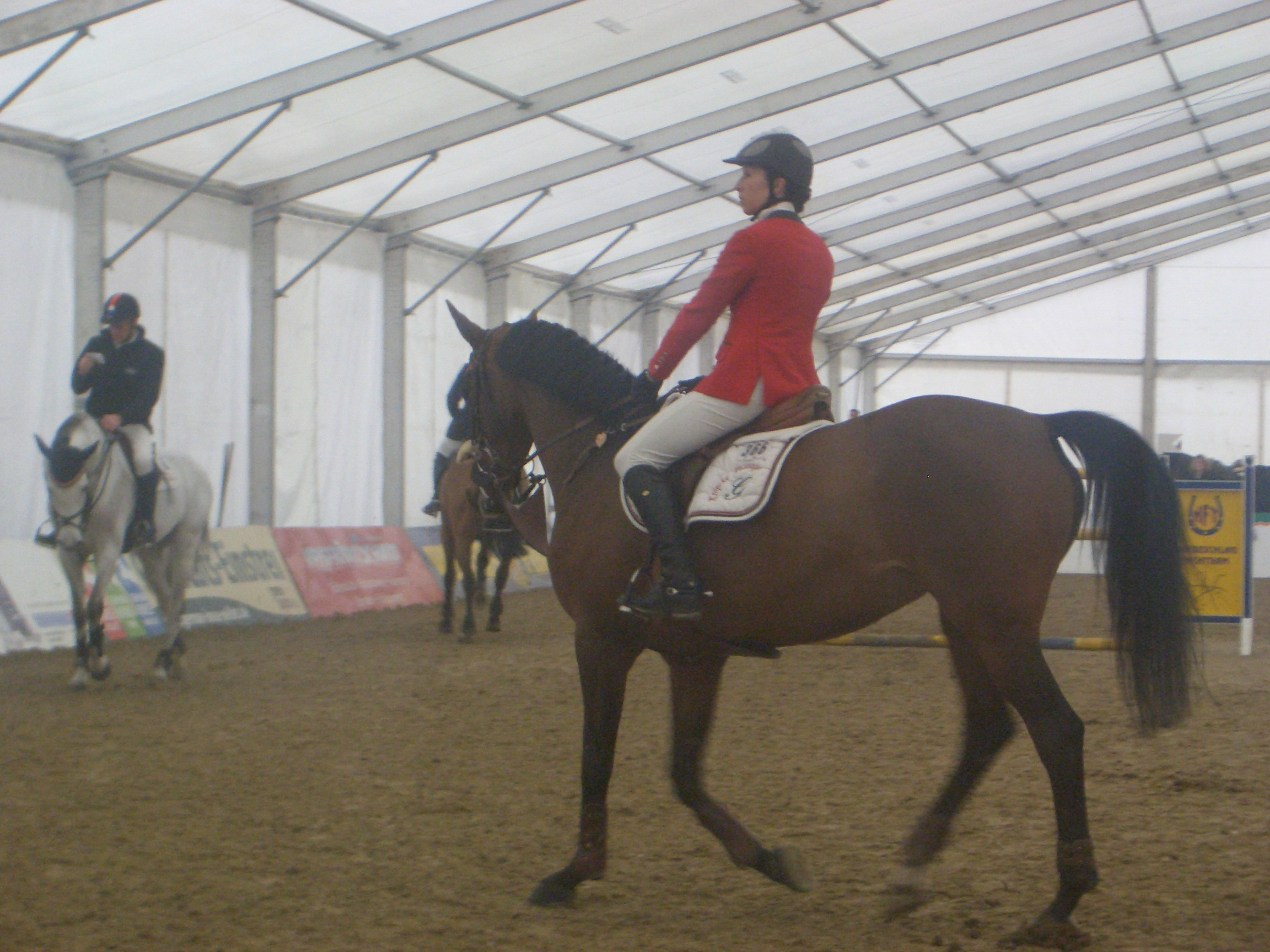
Mylène Diederichsmeier und Soloterma (2009)

- Europameisterschaft der Jungen Reiter: 4. Platz Einzel- und Mannschaft

1998
- Europameisterschaft der Jungen Reiter: Mannschafts-Silber

2001
- 2. Platz Deutsche Meisterschaft der Damen mit Countess G
- 1. Platz mit der deutschen Mannschaft im Nationenpreis von Poznań (CSIO 5*) mit Countess G

2002
- Sieg Deutsche Meisterschaft der Damen mit Countess G
- Sieg bei der Riders Tour-Team Trophy als Teil des Team Trophy Audi-Quattro-Teams
- 1. Platz mit der deutschen Mannschaft im Nationenpreis von Luzern (CSIO 5*) mit Countess G
- 2. Platz mit der deutschen Mannschaft im Nationenpreis von Calgary (CSIO 5*) mit Countess G

2003
- 3. Platz Deutsche Meisterschaft der Damen mit Countess G
- Sieg bei der Riders Tour-Team Trophy als Teil des Team Trophy Audi-Quattro-Teams
- 4. Platz im Großen Preis von Stuttgart mit Countess G

2004
- Sieg bei der Riders Tour-Team Trophy als Teil des Audi-Quattro-Teams
- 3. Platz Deutsche Meisterschaft der Damen mit Konni
- 2. Platz im Großen Preis von Neumünster (CSI 3*) mit Countess G
- 2. Platz mit der deutschen Mannschaft im Nationenpreis von Lummen (CSIO 5*) mit Countess G
- 4. Platz mit der deutschen Mannschaft im Nationenpreis von Rom (CSIO 5*) mit Countess G

2005
- 2. Platz in der Riders-Tour-Einzelwertung[7]

2006
- 4. Platz Deutsche Meisterschaft der Damen mit Konni
- Sieg Riders Tour-Team Trophy als Teil des Sprehe Teams
- 1. Platz im Großen Preis von Gera (CSI 3*) mit Countess G
- 6. Platz mit der deutschen Mannschaft im Nationenpreis von Rom (CSIO 5*) mit Countess G

2007
- 3. Platz im Großen Preis von Balve (CSI 3*) mit Countess G

2009
- 3. Platz im Großen Preis on Pforzheim (CSI 3*) mit Soloterma

2012
- 3. Platz mit der Mannschaft Schleswig-Holstein im Deutschen Mannschaftschampionat der Springreiter, Braunschweig mit Tattoo

2017
- 2. Platz im Großen Preis von Harsum (Prüfung Klasse S***) mit Dalida
- 4. Platz im Großen Preis von Sachsen (Chemnitz, Prüfung Klasse S***) mit Dalida

2019
- 1. Platz im Großen Preis im Rahmen der Hallen-Landesmeisterschaften Mecklenburg-Vorpommern (Redefin, Prüfung Klasse S**) mit Cintia
- 4. Platz im Großen Preis von Elmlohe (Prüfung Klasse S****) mit Let's Go